# Епархия Уиже
Епархия Уиже (лат. Dioecesis Uiiensis) — епархия Римско-Католической церкви с центром в городе Уиже, Ангола. Епархия Уиже входит в митрополию Маланже. Кафедральным собором епархии Уиже является церковь Непорочного Зачатия Пресвятой Девы Марии.

## История
14 марта 1967 года Римский папа Павел VI издал буллу «Apostolico officio», которой учредил епархию Кармоны и Сан-Салвадора, выделив её из архиепархии Луанды. В этот же день епархия Кармоны и Сан-Салвадора в митрополию Луанды.
16 мая 1979 года епархия Кармоны и Сан-Салвадора была переименована в епархию Уиже.
7 ноября 1984 года епархия Уиже передала часть своей территории для возведения епархии Мбанза-Конго.
12 апреля 2011 года епархия Уиже вошла в митрополию Маланже.

## Ординарии епархии
- епископ José Francisco Moreira dos Santos O.F.M.Cap.[1] (14.03.1967 — 2.02.2008);
- епископ Emílio Sumbelelo (2.02.2008 — по настоящее время).

## Источник
- Annuario Pontificio, Libreria Editrice Vaticana, Città del Vaticano, 2010, ISBN 88-209-7422-3
- Булла Apostolico officio  (лат.)